# مجزرة المنصورة برج بوعريريج
مجزرة المنصورة كمين في منطقة المنصورة بولاية برج بوعريريج تتعرض له قوات الدرك على الطريق الوطني رقم 5، الذي يربط الجزائر بمدن شرق البلاد

## أحداث
اغتيال أكثر من 21 دركيا ومدني في كمين مسلح، العملية وقعت في حدود السابعة و45 دقيقة مساء الأربعاء 17 يونيو 2009 بمنعرج خطير قرب واد قصير، بلدية المنصورة، ولاية برج بوعريريج، وقد استهدفت قافلة لمجموعة التدخل والاحتياط التابعة للمجموعة الولائية للدرك الوطني ببرج بوعريريج، والمكلفة بحراسة الصينيين. المجموعة التي كانت عائدة إلى مقرها بالولاية على متن ستة سيارات رباعية الدفع. الجماعة المهاجمة حسب تصريحات شهود عيان ومصادر موثوقة تبين أنها خططت للعملية بإحكام. بحيث تمركزت مجموعة في مواقع للرماية. في حين مجموعة أخرى كلفت بقطع الطريق الجزء الشرقي منه لإيقاف حركة المرور، في حين مجموعة ثالثة مكونة من 4 عناصر على متن سيارة كليو كانت تسير خلف قافلة رجال الدرك الوطني. إلى حين الوصول إلى مكان الكمين أين تم حرق سيارة من نوع بيجو 504 ليتم قطع الطريق من الجهتين للتفرغ لعملية رمي رجال الدرك الوطني بوابل من الرصاص بعد أن استهدفوهم في البداية بقنبلتين تقليديتين.

## الضحايا
العملية خلفت 21 قتيلا من الدركيين وسلبهم أسلحتهم وألبستهم وحرق العربات التي كانوا على متنها، وقتل في هذا الكمين شخص يعمل في مؤسسة عقابية
وقد نقل الضحايا إلى مستشفى برج بوعريريج الذي أعلنت به حالة طوارئ قصوى للتكفل بالضحايا والمصابين وسط حالة من الهلع وسط استنكار لهذه الجريمة.

## الرد
العملية أعقبها تحرك مكثف لمصالح الأمن المشتركة مرفوقة بالمروحيات قصد ملاحقة منفذي المجزرة قبل ابتعادهم، فيما شوهد تحرك عدد كبير من سيارات الإسعاف باتجاه مكان الهجوم. وقد تم تمشيط المنطقة إلى حدود منتصف اليوم فيما تم قصف العديد من الأماكن في نطاق دائرة المنصورة في المناطق الجبلية والمشبوهة وقامت فرق الجيش بحرق الغابات وحقول المزارعين في محيط مكان الكمين.

## تبني العملية
تبنى تنظيم القاعدة ببلاد المغرب الإسلامي هذا الكمين في بيان له على الإنترنت.
تبين بصفة رسمية؛ أن التنظيم المسلح الجماعة السلفية للدعوة والقتال، قد فقد تسجيلات الفيديو الخاصة بمجزرة ”المنصورة” بولاية برج بوعريريج والتي راح ضحيتها، ما لا يقل عن 18 دركيا و3 مدنيين، منهم حارس بمؤسسة عقابية، في أعنف كمين تتعرض له قوات الدرك على الطريق الوطني رقم 5، الذي يربط الجزائر بمدن شرق البلاد.